# Население на Бахамските острови
Населението на Бахамските острови през 2010 г. е 351 461 души.

## Възрастова структура
(2006)
- 0-14 години: 27,5% (мъже 41 799, жени 41 733)
- 15-64 години: 66,1% (мъже 98 847, жени 102 074)
- над 65 години: 6,4% (мъже 7891, жени 11 426)

(2013) – приблизителни данни
- 0-14 години: 25,4% (мъже 48 060, жени 45 480)
- 15-64 години: 67,9% (мъже 121 750, жени 128 380)
- над 65 години: 6,7% (мъже 10 040, жени 14 680)

## Расов състав
(2018)
- 90,6% – негри
- 4,7% – бели
- 2,1% – мулати
- 2,6% – други

## Езици
Официален език в страната е английският.

## Религия
(2010)
- 69,9% – протестанти
- 12% – католици
- 13% – други християни
- 1,9% – атеисти
- 3,2% – други